# Forrest Bird
Pour les articles homonymes, voir Bird.
Forrest Morton Bird, né le 2 juin 1921 à Stoughton au Massachusetts et mort le 2 août 2015 à Sagle en Idaho, est un aviateur, médecin et physiologiste américain. Il est l'inventeur des respirateurs artificiels modernes.

## Biographie

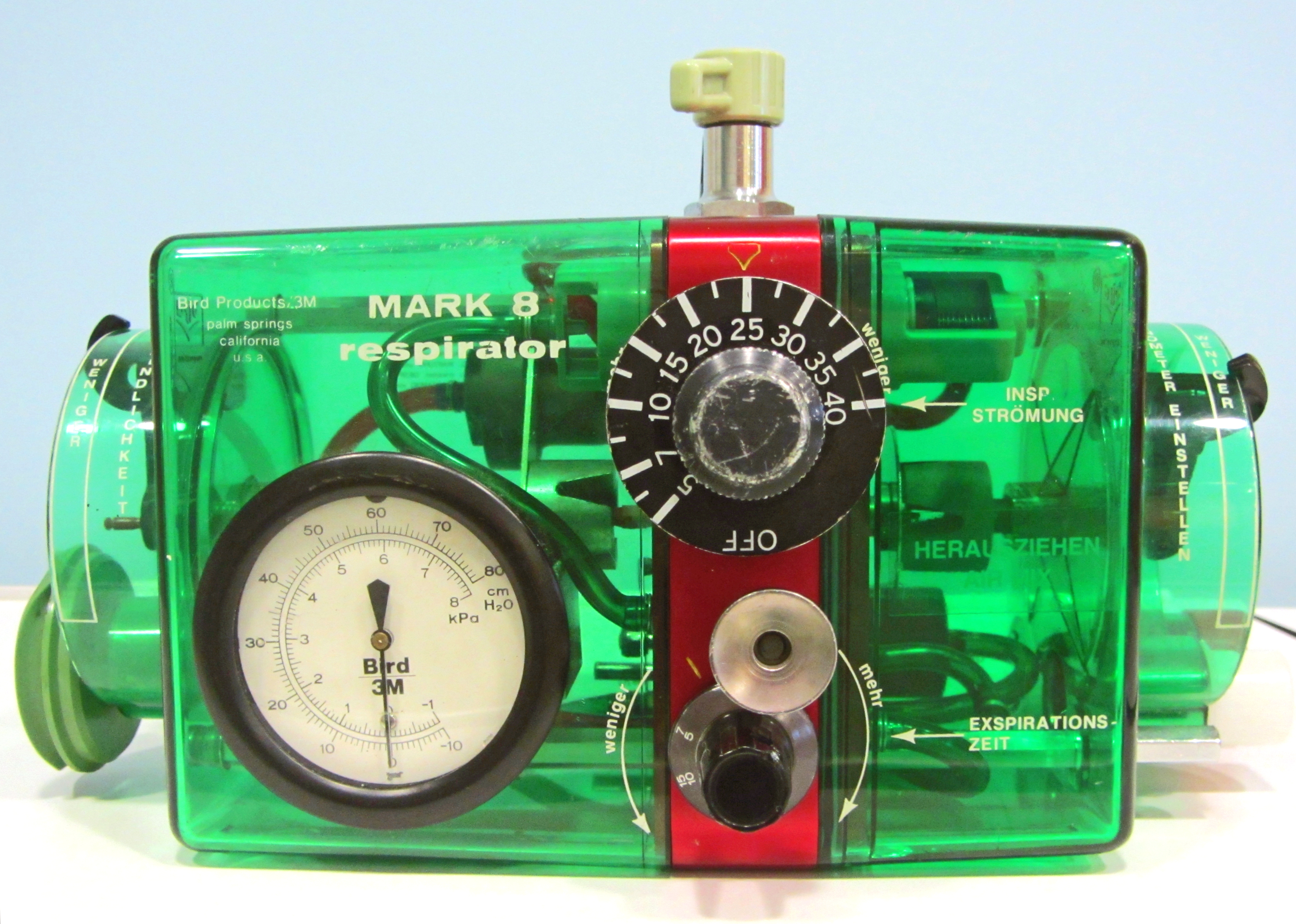
Le respirateur Bird Mark 8 vers 1960.

Fils d'un pionnier de l'aviation, il devient pilote pendant la Seconde Guerre mondiale.
Il a l'occasion d'utiliser un Junkers Ju 88 équipé d'un système d'oxygène pour le pilote.
Il améliore le procédé et entame des études de médecine.
Par la suite, il adapte le dispositif respiratoire pour soigner une personne souffrant de BPCO, puis sa propre épouse.
Il commercialise en 1957 son premier respirateur médical avec relaxateur de pression, puis différents modèles qui seront déterminants pendant la guerre du Viêt Nam ou pour les soins des prématurés et des grands brûlés.
Il a reçu de nombreuses distinctions, dont la National Medal Of Technology And Innovation en 2009.

## Source
Revue Oxygène, no 75 - Karl Leroux